# Pierre-Julien Eymard
Pierre-Julien Eymard (La Mure, 4 februari 1811 – aldaar, 1 augustus 1868) is een heilige in de Rooms-Katholieke Kerk. Hij was Frans priester en stichtte in 1856 de Congregatie van het Allerheiligst Sacrament.

## Jeugd
Pierre-Julien is geboren in een zeer christelijk, behoorlijk arm, maar hardwerkend gezin. Zijn vader, een kleine ondernemer in de Franse stad La Mure, laat zijn kinderen een huis na en wat om van te leven. Al snel voelt Pierre-Julien zich aangetrokken tot de kerk waar zijn moeder Marie-Madeleine en zijn zus Marie-Anne zeer regelmatig naar toe gaan. Toen hij heel jong was, vond zijn zus hem op een dag met het hoofd gebogen naar het tabernakel, en hij zei tegen haar:  ‘door te luisteren, hoor ik het van hieruit beter’ .
Vanaf zijn eerste communie op twaalfjarige leeftijd, voelt hij zich sterk aangetrokken tot het religieuze leven; maar zijn vader, die liever zag dat hij zijn olijfoliebedrijf over zou nemen, verzet zich tegen zijn roeping.
Hij ontmoet echter pater Desmoulins die van vader Eymard de toestemming krijgt om hem naar Grenoble te brengen om hem gratis te laten studeren, in ruil voor enkele diensten. Zijn moeder overlijdt kort daarna en zijn vader stemt er, ondanks enige aarzeling, mee in om hem naar Marseille te laten gaan om bij de paters Oblaten te studeren. Pierre-Julien zal er maar een paar maanden blijven, voordat hij naar huis terugkeert om voor zijn vader te zorgen, wiens gezondheid door zijn intensieve werk in gevaar is gebracht.
Vader Eymard sterft op 3 maart 1831 op 65-jarige leeftijd. Pierre-Julien gaat dan naar het grootseminarie van Grenoble en volgt zijn roeping. Op 20 juli 1834 wordt hij op 23-jarige leeftijd tot priester gewijd. Hij wordt benoemd tot kapelaan en daarna tot pastoor binnen het bisdom onder andere in Chatte en Monteynard. Maar in het geheim wil hij graag kloosterling worden.

## Paters Maristen
Op 20 augustus 1839 treedt hij toe tot het noviciaat van de Paters maristen, een door Jean-Claude Colin gestichte congregatie en legde hij de geloften van armoede, kuisheid en gehoorzaamheid af. Na zijn noviciaat wordt hij eerst benoemd tot spirituaal van het Collège de Belley in het departement Ain en vervolgens tot provinciaal van Frankrijk en geestelijk adviseur van de Derde orde van de Sociëteit van Maria. Verder leidde hij lekenverenigingen, was hij welzijnswerker en priester.

## Stichting van de Congregatie van het Allerheiligst Sacrament
In 1851 raakte hij, na een openbaring in de basiliek van Onze-Lieve-Vrouw van Fourvière in Lyon, terwijl hij aan het bidden was, sterk onder de indruk van de geestelijke verlatenheid waarin de wereldlijke priesters zich bevonden, het gebrek aan vorming van de leken, de erbarmelijke toestand van de devotie tot het Heilig Sacrament en de heiligschennis tegen de Heilige Eucharistie. Het idee kwam bij hem op om de Derde Orde voor mannen op te richten die zich zou wijden aan de eredienst, een project dat in de daaropvolgende jaren zou uitgroeien tot de oprichting van een religieuze congregatie volledig toegewijd aan de verering en het apostolaat van de Eucharistie.
Na vele en moeizame wendingen, te wijten aan botsende persoonlijkheden en financiële problemen, slaagt pater Eymard erin om zijn eerste gemeenschap te openen in de Rue d’Enfer in Parijs. Zijn congregatie, in 1856 gesticht, wordt op 3 juni 1863 definitief goedgekeurd door paus Pius IX.
Hoewel hij weer een leven wilde gaan leiden als eenvoudig kloosterling, aanvaardt hij zijn verkiezing voor het leven tot generaal-overste van de Sacramentijnen.
Kort daarna wordt zijn huis in Parijs gesloopt om plaats te maken voor de bouwwerkzaamheden van een boulevard, waardoor hij gedwongen wordt om zijn huis te verlaten en zich elders te vestigen. Ondertussen was de armoede van de congregatie zo groot, dat zij materiële hulp van naburige kloosters moest aanvaarden.

## Ziekte, overlijden en verering
Op de avond van 21 juli 1868 arriveert Eymard in La Mure, uitgeput, vermagerd en niet in staat te eten, om op uitdrukkelijk bevel van de dokter rust te nemen. Hij sterft op 1 augustus 1868, 57 jaar oud, aan een hersenbloeding. Pater Eymard werd op 12 juli 1925 zalig verklaard. De dag na de afsluiting van de 1e sessie van het Tweede Vaticaans Concilie, op 9 december 1962, nam Paus Johannes XXIII hem in aanwezigheid van 1500 concilievaders op in de canon van heiligen.